# Uckerfelde
Uckerfelde est une commune d'Allemagne dans le nord-est du Brandebourg faisant partie de l'arrondissement d'Uckermark.

## Municipalité
La commune regroupe les villages d'Uckerfelde, Bertikow, Bietikow, Falkenwalde et Hohengüstow, ainsi que les hameaux de Kleinow, Matteshöhe et Weselitz. 

## Personnalités liées à la ville
- Johann Siegfried Hufnagel (1724-1795), entomologiste né à Falkenwalde.
- Walther Graef (1875-1939), homme politique né à Bertikow.